# Attaque contre l'ambassade saoudienne à Téhéran
L'attaque contre l'ambassade saoudienne à Téhéran et le consulat à Machhad a eu lieu le 2 janvier 2016 par des manifestants iraniens en signe de protestation contre l'exécution de l'imam chiite saoudien Nimr Baqr al-Nimr en Arabie saoudite le même jour.
Les manifestants ont réussi à pénétrer dans le bâtiment de l'ambassade, à enlever et brûler le drapeau saoudien, ainsi qu'à casser et voler les équipements à l'intérieur. De même, d'autres manifestants ont attaqué le consulat d'Arabie saoudite à Machhad et ont brisé les meubles et les vitraux. Certains d'entre eux ont pillé le contenu du consulat. Les diplomates saoudiens ont reçu des menaces de mort de la part de l'organisation Basij avant de quitter le pays pour l'Arabie saoudite.
En réponse, l'Arabie saoudite a rompu ses relations avec l'Iran, ainsi que Bahreïn, le Soudan, le Koweït, Djibouti et la Somalie,. Pour leur part, les Émirats arabes unis ont réduit leurs relations diplomatiques avec l'Iran. La Jordanie, le Qatar et la Turquie ont convoqué les ambassadeurs iraniens pour protester contre les attaques.

## Causes
Les manifestants iraniens ont envahi l'ambassade d'Arabie Saoudite à Téhéran après l'execution de 47 condamnés, dont un haut dignitaire chiite.

## Réactions
Le président Hassan Rohani dénonce l'attaque de l'ambassade. Il déclare : « Nous croyons qu’il ne faut pas avoir des comportements contraires aux règles et aux intérêts du pays. De plus, les crimes des Saoudiens sont tellement flagrants que l’attaque de leur ambassade n’a fait qu’atténuer la gravité de l’affaire ».